# 蕨叶马先蒿
蕨叶马先蒿（学名：Pedicularis pteridifolia）为列当科马先蒿属的植物，为中国的特有植物。分布在中国大陆的四川等地，生长于海拔800米至1,600米的地区，多生长于林中，目前尚未由人工引种栽培。